# Pierre Jonquères d'Oriola
Pierre Jonquères d'Oriola (Corneilla-del-Vercol, 1 de fevereiro de 1920 - 19 de julho de 2011) foi um ginete de francês, especialista em saltos, bicampeão olímpico.

## Carreira
Pierre Jonquères d'Oriola representou seu país nos Jogos Olímpicos de 1952, 1964 e 1968, na qual conquistou a medalha de ouro nos salto individual em Helsinque 1952, e em Tóquio 1964.
d'Oriola é o único ginete até hoje a ser bicampeão na modalidade individual: a primeira com 32 anos e a segunda vez com 44 anos. Seu irmão Christian d'Oriola foi um multicampeão olímpico e mundial na esgrima.